# أسرة أسكانيا
أسرة أسكانيا (بالألمانية: Askanier)؛ هي سلالة حاكمة ألمانية، تُعرف أيضًا باسم أسرة أنهالت، والتي تشير إلى منطقة أنهالت التي حكمتها الأسرة لأطول فترة ملكية لها.
في حين سُمي الأسكانيون بهذا الاسم نسبةً إلى قلعة أسكانيا (أو أسكاريا)؛ المعروفة باسم "Schloss Askanien" باللغة الألمانية، والتي كانت تقع بالقرب من آشرسليبن والتي سميت باسمها، كانت القلعة مقرًا كونتية أسكانيا، وهو اللقب الذي أُدرج لاحقًا ضمن ألقاب أمراء أنهالت.

## الأصول
أول عضو معروف في الأسرة هو إسيكو كونت بالنشتيت الذي ظهر أول مرة بوثيقة تعود إلى عام 1036، ويُفترض أنه كان حفيدًا أودو الأول مارغريف ساكسونيا الشرقية من خلال والدته، ومن خلال أودو استطاع الأسكانيون امتلاك أراضي كبيرة في تخم الساكسوني الشرقي.
في حين أوتو كونت بالنشتيت حفيد إسيكو تزوج من إيليكا ابنة ماغنوس دوق ساكسونيا، وبذلك أصبح الأسكانيون ورثة نصف ممتلكات آل بيلونغ دوقات ساكسونيا السابقين، وبذلك أصبح ابنهما ألبرشت الدب من خلال ميراث والدته، أول دوق أسكاني لساكسونيا في عام 1139، ومع ذلك سرعان ما فقد السيطرة على ساكسونيا لصالح أسرة غويلف المنافسة.
ومنذ 1157 ورث ألبرشت مرغريفية براندنبورغ بعد وفاة آخر حكامها الونديين بريبيسلاف، وأصبح أول مرغريف أسكاني، أحرز ألبرشت وأحفاده من آل أسكانيا تقدمًا كبيرًا في تنصير الأراضي وألمانتها، وباعتبارها منطقة حدودية بين الثقافتين الألمانية والسلافية، عُرفت البلاد بالتخم أو الثغر.
في عامي 1237 و1244 تم تأسيس مدينتين كولن وبرلين أثناء حكم أوتو ويوهان أحد أحفاد مارغريف ألبرشت الدب، وفي وقت لاحق تم توحيدهم في مدينة واحدة برلين، أصبح شعار آل أسكانيا وهو النسر الأحمر والدب، وكذلك كان الشعارين لبرلين، ومع عام 1320 انقراض فرع براندنبورغ الأسكاني.
بعد أن أطاح الإمبراطور بحكام ساكسونيا الغويلفيين في عام 1180، عاد الأسكانيون ليحكموا دوقية ساكسونيا، التي تم تقليصها إلى النصف الشرقي من قبل الإمبراطور، ومع ذلك حتى في شرق ساكسونيا، لم يتمكن الأسكانيون من فرض سيطرتهم إلا في مناطق محدودة، معظمها بالقرب من نهر إلبه.
منذ القرن الثالث عشر انفصلت إمارة أنهالت عن دوقية ساكسونيا، وفي وقت لاحق تم تقسيم الدوقية المتبقية إلى ساكسونيا لاونبورغ وساكس-فيتنبرغ، انقرض نسل الذكوري في الدوقيتين في عامي 1689 و1422 على التوالي، ولكن الأسكانيون استمروا في الحكم على إمارات أنهالت الأصغر وتقسيماتها المختلفة وإعادة الوحدة حتى إلغاء النظام الملكي في عام 1918.
كذلك تنتمي كاثرين العظيمة إمبراطورة روسيا منذ 1762 حتى 1796 إلى أسرة إسكانيا، بحيث أنها ابنة كريستيان أوغست أمير أنهالت-تسربست.

## قائمة المناطق التي حكمتها الأسرة
- كونتية وإمارة ودوقية أنهالت : ق. 1100-1918.
- دوقية وانتخابية ساكسونيا : 1112، 1139–1142، 1180–1422.
- كونتية فايمار-أورلامونده : 1112–1486.
- مرغريفية براندنبورغ : 1157–1320.
- دوقية ساكسونيا لاونبورغ : 1269–1689.
- إمارة لونيبورغ : 1369–1388.
- إمارة ودوقية أنهالت بيرنبورغ : 1252–1468 و1603–1863.
- إمارة أنهالت تسربست : 1252–1396 و1544–1796.
- إمارة أنهالت-آشرسليبن : 1252–1315.
- إمارة ودوقية أنهالت -كوتن : 1396–1561 و1603–1847.
- إمارة ودوقية أنهالت ديساو : 1396–1561 و1603–1863.
- إمارة أنهالت-بلوتسكو : 1544–1553 و1603–1665.
- إمارة أنهالت-هارتسغروده : 1635–1709.
- إمارة أنهالت-موهلينجن: 1667–1714.
- إمارة أنهالت دورنبورغ : 1667–1742.
- لوردية يفير: 1667–1796.
- إمارة أنهالت -بيرنبورغ-شاومبورغ-هويم : 1718–1812.
- الإمبراطورية الروسية : 1762-1796.